# Đurđica Barlović
Đurđica Barlović (Split, 23. travnja 1950. – Zadar, 26. kolovoza 1992.), bila je hrvatska pjevačica.

## Životopis

### Mladost
Od rane mladosti pokazuje zanimanje za glazbu. Prvi pjevački nastup imala je s 13 godina na natjecanju “Djeca pjevaju”. Redovito je pjevala u programima Tribine mladih uz VIS "Batali".
Sredinom 1960-ih godina pohađala je Srednju građevinsku školu u Splitu, no sve više vremena posvećuje glazbi. U to vrijeme njoj je kao i mnogima u Splitu pomogao skladatelj i dirigent Đeki Srbljenović koji joj je savjetovao učenje klavira i gitare. Po završetku škole započinje profesionalnu karijeru, tada već kao solistica popularnog VIS-a “Batali” iz Splita. Nakon solidne karijere u Splitu, odlazi u Zagreb, gdje neko vrijeme nastupa kao solistica. Iz tog vremena ostao je zabilježen njen nastup u poznatoj beogradskoj zabavnoj emisiji "Obraz uz obraz" u svibnju 1974. godine, kada izvodi pjesmu “Kad si bio samo moj”. O svojim počecima i odlasku u Zagreb, Đurđica Barlović je u jednom intervjuu rekla: "Spakiram kofere, kažem roditeljima da idem i eto me u gradu pod Sljemenom. Da sam znala što me čeka sigurno nikad ne bih mrdnula iz Splita."

### Novi fosili
Najveću popularnost i uspjehe Đurđica Barlović ostvaruje dolaskom u Nove fosile – grupe koja će nakon dolaska skladatelja Rajka Dujmića 1976. i nešto kasnije Đurđice postati jedna od najpopularnijih pop grupa na prostoru bivše Jugoslavije.
Široj javnosti postaju poznati nakon nastupa na Splitskom festivalu zabavne glazbe 1977. godine s pjesmom Zdenka Runjića “Diridonda”.
Godine 1978. izdaju prvi LP Da te ne volim koji postaje pravi diskografski hit. Pjesme: "Da te ne volim", "Neka vali gingolaju svoje barke", "Sanjaj me", "Nikog nema da mu kažem", "Kaži mi, mama" ... nezaustavljivo ih vode ka vrhu estradnog neba.
Dvije godine kasnije izdaju LP Nedovršene priče s hitovima: "Najdraže moje", "Šuti moj dječače plavi", "Zbogom..." Njihov treći LP Budi uvijek blizu izdan 1981. koji donosi kultne pjesme: "Saša", "Plava košulja", "Hoću li znati", "Tonka", "Ključ ispod otirača..." plod je suradnje Rajka Dujmića s tekstopiscima Deom Volarić i Momčilom Popadićem. Iste godine izdaju i LP Hitovi sa singl ploča, kompilaciju hitova od kojih su mnogi obilježili njihove nastupe na festivalima: "Sklopi oči", "Tajna", "Čuješ li me, jel ti drago", "Reci mi tiho, tiho", "Ne budi me mati..."
Godine 1982. Novi fosili objavljuju LP Za djecu i odrasle pun nježnih i šaljivih pjesama: "Djeca smo", "Majčine oči", "Samo mi se javi", "Sanja..." Nakon ovog, osmog albuma u 9 godina suradnje, Đurđica odlazi iz Novih fosila. Njoj su obitelj i uloga majke bili važniji od urnebesnog ritma pop zvijezde. Postala je sretna supruga i majka dva sina. Novi Fosili izdaju 1983. kompilaciju Volim te od 9 do 2 (i drugi veliki hitovi) s najvećim hitovima kad je u grupi bila Đurđica Barlović. Na njeno mjesto 1983. dolazi Sanja Doležal. 1984. Đurđica objavljuje svoj prvi samostalni album i time započinje njena samostalna karijera.

### Solistička karijera
Nakon odlaska iz Novih fosila Đurđica Barlović nastavlja solo karijeru često nastupajući na festivalima. Objavila je četiri albuma: 1984. Đurđica, 1985. Za tebe ću..., 1986. Ti si to moje nešto i 1988. Da odmorim dušu. Na njima se ističu pjesme: "Dalje moram sama", "Osjećam to", "Ljubiš me u vrat", "Da odmorim dušu", "Sestrice". 1992. je trebala izdati novi album ali je smrt bila brža. Nakon njene smrti objavljen je album Nedovršena priča 1993. koji je obuhvatio njene najpoznatije pjesme iz vremena s Novim fosilima i solističke karijere, a 2009. izlazi dupli album Zlatna kolekcija s njenih 46 najboljih pjesama iz razdoblja Novih fosila i samostalne karijere.

### Infarkt i smrt
Umrla je od posljedica akutnog infarkta srca izazvanog trombozom desne koronarne arterije, 26. kolovoza 1992. godine u 18 sati, na Internom odjelu bolnice u Zadru.
- "Đurđica je otišla od nas kada je željela srediti svoj obiteljski život, jer mi smo radili urnebesnim tempom" - rekao je vođa Novih fosila Rajko Dujmić, na vijest o smrti Đurđice Barlović. - "Njoj je obitelj bila važnija od nas, važnija od bilo kakvog nastupa, novca. Ona je bila rođena za majku, suprugu, a opet – s druge strane – ona je isto tako bila vrhunska pjevačica... i to kakva! Nikada zbog nje nismo otkazali koncert, nikada joj nije „pukao“ glas. Bila je čvrstog i stabilnog zdravlja. Zato me i iznenadio taj prerani odlazak. Tog dana kada je umrla, vjerovali ili ne, svi satovi u mom stanu su stali. Kasnije sam čuo tu tužnu vijest…"
Na dugotrajnim turnejama po bivšem SSSR-u, Đurđica Barlović upoznala je i Zdenku Kovačiček: - "Strašno me je rastužila vijest o smrti Đurđice. Naprosto ne mogu vjerovati. Na tim dugotrajnim turnejama po Rusiji, koje su trajale i po nekoliko mjeseci, mi smo se lijepo družile. Ona je već tada, početkom sedamdesetih, bila vrhunska pjevačica. Budući da smo bile neudane, ponudila sam joj da stanuje kod mene. Bila je izvrsna domaćica i prijateljica. Vrlo skromna. Već tada sam primijetila njenu želju i sklonost ka obiteljskom životu. Sve je sama šivala i bila sam sretna kada joj je krenulo u profesionalnom i privatnom životu."

## Nastupi na festivalima
- Split 1972. - Himna suncu (Đurđica Miličević)
- Zagreb 1973. - Zauvijek
- Split 1973. - Na vrh brda vrba mrda (s Nives i Mladim batalima)
- Split 1974. - Ide, ide svjetlo (s Anime i Mladim batalima)
- Split 1977. - Diridonda
- Zagreb 1977. - Tko visoko diže nos
- Split 1978. - Neka vali gingolaju svoje barke - 1.mjesto
- Zagreb 1978. - Da te ne volim
- Split 1979. - Reci mi tiho, tiho
- Zagreb 1979. - Tajna
- Opatija 1979 - Sklopi oči - 1.mjesto
- Beogradsko proleće 1979. - Moj svijet bez tebe
- Split 1980. - Čuješ li me, je l' ti drago - 1. mjesto
- Zagrebfest 1980. - Nemaš više vremena za mene
- Opatija 1980. - Najdraže moje
- Split 1981. - Ne budi me mati
- Split 1981. - Gdje su ona obećanja?
- 1984 - Splitski festival - "Sumrak ljubavi" - polufinale
- 1984 - Zagrebfest - "Samo ti i ja" - 3. mjesto i nagrada za najbolju interpretaciju
- 1985 - Splitski festival - "Ive s rive"
- 1985 - Mesam - "Žao mi je" - 11. mjesto
- 1985 - Zagrebfest - "Osjećam to" - 1. mjesto
- 1986 - Splitski festival - "Utjeho moja" - 10.mjesto
- 1986 - Mesam - "A mogli smo zajedno" - 11. mjesto
- 1986 - Zagrebfest - "Tako mi dođe da zaplačem"
- 1987 - Splitski festival - "Zbogom anđele" - 11. mjesto
- 1988 - Splitski festival - "Došla marka dinaru na more"
- 1988 - Zagrebfest - "Požaliti neću"
- 1988 - Vaš šlager sezone - "Ako ikada odeš"
- 1989 - Zagrebfest - "Samo na tren"
- 1991 - Zagrebfest - "Anđeo čuvar" (zadnja prije smrti)

Jugovizija
- 1981. - "Oko moje" - 2. mjesto
- 1982. - "Vikend tata, vikend mama" - 4. mjesto
- 1983. - "Volim te od 9 do 2" - 2. mjesto

## Diskografija

### S Novim fosilima
- 1978. - Da te ne volim - dijamantna
- 1980. - Nedovršene priče - platinasta
- 1981. - Hitovi sa singl ploča (kompilacija)
- 1981. - Budi uvijek blizu - dijamantna
- 1982. - Za djecu i odrasle - dijamantna
- 1983. - Volim te od 9 do 2 (i drugi veliki hitovi) (1978. – 1983.) (kompilacija)
- 2006. - The Platinum Collection
- 2010. - Love collection (najbolje ljubavne pjesme)
- 2011. - Uvijek blizu - boxset od 4 CD-a (najbolje od Fosila 1969-1999)
- 2019. - 50 originalnih pjesama (kompilacija)

### Samostalna karijera
- 1984. - Đurđica - platinasti album
- 1985. - Za tebe ću... - dijamantni album
- 1986. - Ti si to moje nešto - zlatni album
- 1988. - Da odmorim dušu - zlatni album
- 1993. - Nedovršena priča (kompilacija)
- 2009. - Zlatna kolekcija
- 2012. - Love collection (najbolje ljubavne pjesme)